# Station Katowice Ligota
Station Katowice Ligota is een spoorwegstation in de Poolse plaats Katowice.